# Жарко Ковачевић
Жарко Ковачевић  (Батковићи, 1. фебруар 1947) је пуковник Војске Републике Српске и Војске Југославије.

## Биографија
Завршио је средњу економску школу 1966. у Невесињу, Војну академију копнене војске, смјер пјешадија, 1970. у Сарајеву и Командно-штабну академију копнене
војске 1981. у Београду. Службовао је у гарнизонима Рашка, Нови Пазар и Битољ. У чин пуковника унапријеђен је 22. децембра 1991. Службу у ЈНА завршио је као помоћник команданта за позадину у команди корпуса. У ВРС је био од дана њеног оснивања. Био је помоћник команданта корпуса за позадину. Након престанка службе у ВРС, 12. маја 1993, наставио је службу у ВЈ. У ЈНА је одликован Орденом за војне заслуге са сребрним мачевима, Орденом народне армије са сребрном звијездом, Орденом заслуга за народ са сребрном звијездом и Орденом за војне заслуге са златним мачевима, а у ВЈ Орденом за заслуге изобласти одбране и безбедности II степена.